# Driedimensionaal schaken
Driedimensionaal schaken is een variant van het traditionele schaakspel waarbij het spel zich niet alleen afspeelt op een plat bord, maar in drie dimensies, waardoor het spel veel complexer en strategischer wordt. Het wordt vaak gepresenteerd als een uitbreiding van het klassieke schaak, waarbij spelers een extra dimensie aan het bord toevoegen, meestal door meerdere schaakborden boven elkaar te stapelen.

## Geschiedenis
Driedimensionaal schaken is ontstaan als een concept in de jaren 50 van de 19e eeuw, en kreeg bekendheid dankzij populaire cultuur, vooral door de sci-fi tv-serie Star Trek. In de afleveringen van Star Trek wordt een futuristische versie van schaken gespeeld in drie dimensies. Dit leidde uiteindelijk tot de ontwikkeling van verschillende versies van 3D-schaken. Lionel Kieseritzky, een schaker, wordt vaak gecrediteerd met het ontwerpen van het eerste driedimensionale schaakbord in 1851. Kieseritzky was een van de prominente schaakmeesters uit zijn tijd.

### Kubikschach(1851)
Het concept dat Kieseritzky introduceerde, werd later bekend als Kubikschach of "Cube Chess" (kubus-schaken). Dit was een schaakvariant die gebruik maakte van een driedimensionale opstelling, vaak weergegeven als een kubusvormige structuur met verschillende lagen of borden die boven elkaar gestapeld waren. In Kubikschach konden de schaakstukken niet alleen horizontaal en verticaal bewegen, zoals bij traditioneel schaken, maar ook langs de verschillende niveaus van de kubus.

### Popcultuur en bekendheid

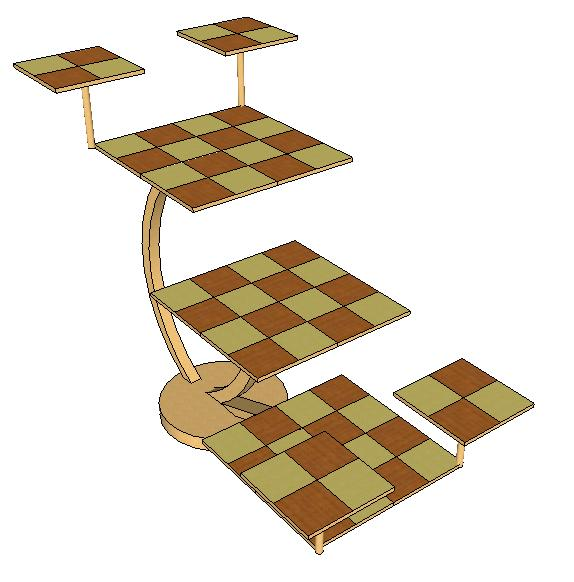
Star Trek-schaakbord

Hoewel de oorspronkelijke ideeën van Kieseritzky met Kubikschach niet op grote schaal werden toegepast in de schaakgemeenschap, kreeg het concept van driedimensionaal schaken in de 20e eeuw opnieuw bekendheid, vooral door de Star Trek-franchise. In de beroemde sciencefictionserie, die begon in de jaren 1960, werd een futuristische versie van schaken gepresenteerd waarin de personages een 3D-schaken speelden op een bord met meerdere lagen.

## Spelregels
De basisregels van driedimensionaal schaken zijn vergelijkbaar met die van traditioneel schaken, maar de opzet en de manier waarop de stukken bewegen zijn anders vanwege de extra dimensie. In veel versies van 3D-schaken worden de stukken op verschillende "lagen" van het bord geplaatst, waarbij de lagen als meerdere afzonderlijke schaakborden fungeren.